# Children's and Family Emmy Awards
O Children's and Family Emmy Awards (em português: Prêmios Emmy para Crianças e Família) é concedido pela Academia Nacional de Artes e Ciências Televisivas (NATAS) em reconhecimento à excelência na programação televisiva infantil e familiar estadunidense. A primeira cerimônia aconteceu em 11 de dezembro de 2022.

## Histórias
A Academia Nacional de Artes e Ciências da Televisão (NATAS) anunciou em novembro de 2022 uma nova variante do Emmy Award dedicada ao gênero. Trata-se da primeira expansão da premiação desde o lançamento dos Sports Emmy Awards e dos prêmio Emmy de Notícias e Documentários em 1979. Anteriormente, a maioria dos Emmy Awards para programas infantis se enquadrava nos prêmios Emmy do Daytime.

## Categorias
De acordo com o site oficial, as seguintes categorias serão apresentadas na edição de 2022.
- Melhor Série Pré-Escolar
- Melhor Série Infantil ou Familiar
- Melhor Programa de Não Ficção
- Melhor Animação Especial
- Melhor Convidado em Programa Pré-Escolar, Infantil ou Adolescente
- Melhor Voz Adolescente em Animação ou Animação Pré-Escolar
- Melhor Apresentador
- Melhor Roteiro Para Live-Action Pré-Escolar ou Programa Infantil
- Melhor Direção Para Um Programa de Câmera Única
- Melhor Direção Para Um Programa Animado Pré-Escolar
- Melhor Direção Musical e Composição Para uma Animação
- Melhor Canção Original
- Melhor Fotografia para Live-Action de Câmera Única
- Melhor Edição para um Programa de Câmera Única
- Melhor Edição Para Animação Pré-Escolar
- Melhor Direção de Arte/Decoração/Projeto